# روبرت إل. ماكنزي
روبرت إل. ماكنزي (بالإنجليزية: Robert L. McKenzie)‏ هو عالم إنسان أمريكي، ولد في القرن العشرين في ديربورن في الولايات المتحدة.